# Billy Cannon
College Football Hall of Fame 2008
(en) Statistiques sur pro-football-reference
William Abb Cannon, né le 2 août 1937 à Philadelphia, dans le Mississippi, et décédé le 20 mai 2018 à Saint Francisville, en Louisiane, est un Américain, joueur professionnel de football américain ayant évolué aux postes de halfback, fullback et tight end dans l'American Football League (AFL) et la National Football League (NFL).
Il fréquente l'université d'État de Louisiane, où il joue au football américain universitaire au poste de half back, kick returner et defensive back pour les Tigers de LSU. Cannon est sélectionné à deux reprises All-American. Il aide LSU à remporter le championnat national 1958 et reçoit le Trophée Heisman 1959 (meilleur joueur universitaire du pays). Son retour de punt contre les Rebels d'Ole Miss lors de la nuit d’Halloween en 1959 est considéré par les fans et les journalistes sportifs comme l’une des actions la plus célèbre de l’histoire sportive de LSU.
Cannon est sélectionné comme tout premier choix lors de la Draft 1960 de la NFL (en) et comme choix de premier tour dans le Draft 1960 de l'AFL (en), ce qui donne lieu à un différend contractuel réglé par les tribunaux. Cannon joue dans la AFL pour les Oilers de Houston et les Raiders d'Oakland avant de mettre fin à sa carrière chez les Chiefs de Kansas City en NFL.
Il commence sa carrière professionnelle en tant qu'halfback pour les Oilers. Deux fois AFL All-Star (en), Cannon mène la ligue en 1961 au nombre de yards gagnés à la course et au nombre total de yards gagnés. Il est nommé MVP des deux premiers championnats AFL (en) lesquels sont remportés par les Oilers. Il est déplacé au poste de fullback puis à celui de tight end après avoir été échangé avec les Raiders avec lesquels il remporte son second championnat en 1967. Cette saison-là, il dispute le second ''championnat du monde" opposant les gagnants de l'AFL et de la NFL, match qui sera renommé rétroactivement Super Bowl II. Les Raiders perdent le match des œuvres des Packers de Green Bay.
Cannon devient dentiste après avoir pris sa retraite footballistique.
En 1983, à la suite de mauvais investissements immobiliers, il est impliqué dans un système de contrefaçon et purge une peine de deux ans et demi de prison. En 1995, il est engagé comme dentiste au pénitencier de Louisiane, poste qu'il occupe jusqu'à sa mort en 2018.
Son maillot, numéro 20, est retiré par les Tigers de LSU en 1960. Il est intronisé au LSU Athletic Hall of Fame en 1975, au Louisiana Sports Hall of Fame en 1976 et au College Football Hall of Fame en 2008.

## Jeunesse
William Abb Cannon est le fils de Harvey et Virgie Cannon. Il est né à Philadelphia, dans l'État du Mississippi. La famille déménage à Baton Rouge dans l'État de la Louisiane où travaille son père pendant la Seconde Guerre mondiale,. Alors qu’il fréquente le lycée Istrouma de Baton Rouge, Cannon attire l’attention de par sa vitesse, sa force et sa taille. Il excelle en football américain mais également en basket-ball et en athlétisme. En football américain, en 1955, au cours de son année senior, il inscrit 39 touchdowns. Il remporte le championnat de l'état avec les Indians d'Istrouma et est sélectionné dans les équipes All-State et All-America. Bien que ne jouant généralement que les premières mi-temps des matchs, il inscrit 229 points sur la saison ce qui constitue à l'époque le record de l'État de la Louisiane. En athlétisme, il parcourt les cent yards en 9,6 secondes et lance le poids à plus de 17 mètres (56 pieds), établissant de nouveaux records de l'’État dans ces deux épreuves,. À l'été 1955, il est condamné à une peine de 90 jours de prison avec sursis pour vol après avoir été arrêté avec des amis en flagrant délit d'extorquer de l'argent à des hommes qu'ils avaient vus en compagnie de prostituées,. Cette condamnation n'est que le début des problèmes juridiques que Cannon va rencontrer dans sa vie.

## Carrière universitaire
Malgré ses problèmes en dehors des terrains, Cannon est suivi par de nombreuses équipes universitaires dès sa sortie du lycée, dont les principales sont les Gators de la Floride et les Rebels d'Ole Miss,. Il choisit néanmoins les Tigers de l'université d'État de Louisiane (LSU). L'université lui offre, au contraire des autres universités, un emploi entre les semestres chez un concessionnaire automobile local. Cette décision est approuvée par sa mère laquelle estimant qu'il devait rester près de chez lui. « Maman était plus âgée et plus sage, et j'ai suivi ses conseils. », déclare Cannon.

### Saison 1957
Cannon intègre l'équipe de football américain lors de son année sophomore (saison 1957) sous la direction de l'entraîneur principal Paul Dietzel (en). Il évolue au poste de halfback, poste qu'il partage avec Jim Taylor (sélectionné All-American en 1957). Il joue également comme defensive back et est désigne punter titulaire de l'équipe. Il devient rapidement une vedette de son équipe marquant à deux reprises lors des victoires en début de saison contre le Crimson Tide de l'Alabama et les Red Raiders de Texas Tech. Le match contre Alabama est le plus prolifique de sa carrière universitaire au niveau des yards gagnés par la course puisqu'il y totalise 140 yards en huit courses,. Contre les Red Raiders, Cannon effectue cinq punts (moyenne de 40 yards par punt), réussi deux de ses quatre passes pour un gain de 31 yards, réceptionne une passe de 59 yards qu'il transforme en touchdown, gagne 36 yards en treize courses et retourne un kickoff en touchdown. À ce propos, Cannon signale que Texas Tech se concentrait uniquement sur Taylor : « Ils cherchaient juste Jimmy. Bien sûr, ils ne me cherchaient pas. Ils venaient de vaincre Jimmy. Avec eux concentrés sur Jimmy, j'ai eu un bon match. ». Plus d'un demi-siècle plus tard, Jack Henry, ancien joueur vedette des Red Raiders, se souvient de Cannon : 
 « Le coup de pied d'engagement venait d'être donné. Et ce fichu Billy Cannon. Jim Henderson et moi avons couru nos tracés et avons remonté le terrain, et nous allions le frapper haut et bas. Nous allions le toucher fort. . . Nous nous sommes percutés. On s'est rentré dedans. Il a réussi un touchdown de 100 yards. Tu n'oublies pas ça. ». 
 Les Tigers remportent les deux matchs suivants avant de perdre quatre matchs de suite. L'équipe reste cependant compétitive lors de chaque match, principalement grâce au jeu de Cannon et de Taylor. LSU termine la saison par une victoire sur les rivaux des Green Wave de Tulane. Ils terminent avec un bilan de cinq victoires pour autant de défaites, infirmant les prédictions qui les voyaient terminer derniers de leur conférence. À la fin de la saison, Cannon est sélectionné dans l’équipe All-Sophomore de la Southeastern Conference (SEC) par l'Associated Press (AP) et dans la deuxième équipe All-SEC par United Press International (UPI). Il obtient également la meilleure moyenne sur retour dans le pays (31,2 yards).

### Saison 1958

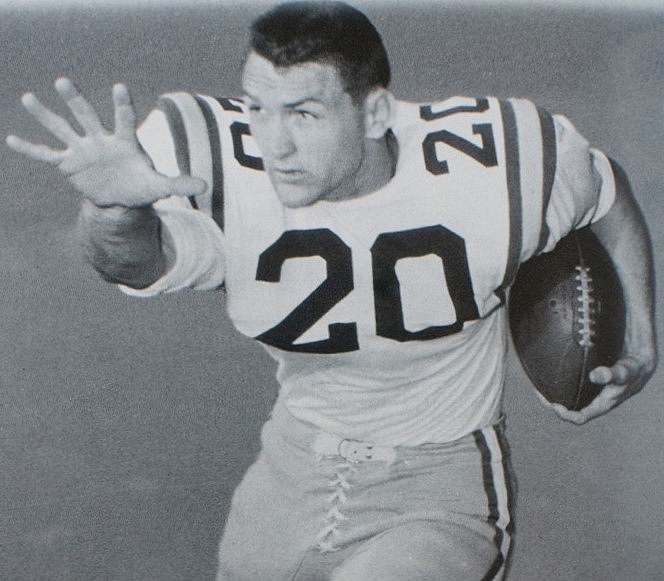
Cannon à LSU

En 1958, l'entraîneur principal Dietzel met en place une méthode pour que ses joueurs restent frais pendant les matchs. Il crée un « système à trois équipes » la scindant en une « Go Team », une « White Team » et une « Chinese Bandits ». La White Team comprend l’équipe de départ des Tigers. Elle est emmenée par Cannon et comprend les joueurs les plus talentueux qui excellent à la fois en attaque et en défense. Le graduat obtenu par Jim Taylor permet à Dietzel de donner à Cannon plus de temps de jeu en attaque. LSU commence la saison avec du talent et de la profondeur tant en attaque qu'en défense. L’équipe bat ses cinq premiers adversaires par trois touchdowns en moyenne,. Le sixième match de la saison est joué à domicile contre les Gators de la Floride. Cannon conduit les Tigers à la victoire (10 à 7) en inscrivant leur seul touchdown du match pendant le second quart-temps. La semaine suivante, les Tigres se retrouvent premiers de la nation dans le classement hebdomadaire de l' AP. L’équipe étant invaincue le reste de la saison, elle conserve la tête lors des sondages suivants et est logiquement désignée championne nationale par l’AP et l’UPI. LSU termine par une victoire 7 à 0 contre les Tigers de Clemson à l'occasion du Sugar Bowl. Cannon est impliqué dans les sept points inscrits par son équipe puisqu'il lance la passe de touchdown vers Mickey Mangham (en) et puisqu'il transforme lui-même la conversion du TD.
Après la saison, Cannon est unanimement sélectionné par les journalistes sportifs dans l'équipe type All-America ,,. Il est désigné meilleur joueur de l'année par United Press International, par The Sporting News et par le Touchdown Club of Columbus,,. Il est également sélectionné dans l'équipe type de la SEC et est désigné MVP de la Conférence SEC par le Nashville Banner. Il mené les statistiques de la conférence SEC au niveau des yards gagnés à la coursel, au niveau de la moyenne de yards gagnés par course et au nombre de touchdowns inscrits,. Cannon termine troisième au vote du Trophée Heisman derrière le vainqueur Pete Dawkins (en) des Black Knights de l'Army et le second Randy Duncan des Hawkeyes de l’Iowa. Dietzel déclare à propos des récompenses décernées à Cannon: « C’est une chose merveilleuse. Billy Cannon est le meilleur joueur de football que j'ai jamais entraîné. ».

### Saison 1959
Avec Cannon et la plupart des titulaires défensifs toujours en place, LSU vise un nouveau titre national en 1959. Les Tigers sont désignés premiers des divers classements avant le début de la saison. Le nombre de détenteurs d'abonnements pour la saison triple par rapport à la saison précédente. L’équipe remporte ses six premiers matchs sans concéder un seul touchdown. Cannon montre sa polyvalence au cours de ces matchs : il mène l’équipe au total de yards gagnés en l’attaque, en défense il retourne une interception en touchdown, il botte une moyenne de 40 yards par punt, et retourne également des punts et kickoffs,. La rencontre qui va les opposer à leurs rivaux également invaincus, les Rebels d'Ole Miss, est dès lors très attendue,,.

#### Course d'Halloween
Le soir d'Halloween, Cannon est le premier joueur de LSU à pénétrer sur le Tiger Stadium pour y affronter les Rebels d'Ole Miss, équipe provisoirement classée no 3 du pays. Pendant la majeure partie du match, aucune des deux équipes ne réussit à atteindre la zone des buts. À la fin du quatrième quart-temps, alors que les Tigers sont menés 3 à 0, Cannon retourne un punt sur 89 yards pour inscrire le touchdown. Il évite sept tackles et parcourt les soixante derniers yards sans être touché,. Les Rebels lors de leur dernier drive se retrouvent à un yard de la ligne d'en-but des Tigers. Cannon et Warren Rabb (en) effectuent un tackle salvateur lors du quatrième down alors qu'il ne reste plus que 18 secondes au chronomètre. Les Tigers remportent le match 7 à 3. En quittant le terrain, Cannon se couche dans le tunnel, épuisé et incapable d’atteindre le vestiaire.
La semaine suivante, LSU, malgré une tentative finale manquée de conversion à deux points par Cannon, est battue 14 à 13 par les Volunteers du Tennessee. Cette défaite met un terme aux espoirs des Tigers de gagner un second titre national consécutif. Ils terminent la saison avec une défaite 21-0 des œuvres d'Ole Miss à l'occasion du Sugar Bowl 1960.

#### Trophée Heisman
Après la saison, Cannon remporte le Trophée Heisman 1959 désignant le meilleur joueur du pays au cours de la saison 1959. Sur les 1 197 membres des médias ayant participé au vote, il reçoit 519 votes de première place alors que le finaliste Richie Lucas (en) n'en comptabilise que 98. Bien qu'il n'ait marqué que six touchdowns au cours de la saison, ce résultat s'explique grâce au remarquable jeu défensif de Cannon et sa performance le soir d'Halloween,,. Il reçoit le prix du vice-président Richard Nixon lors d'une cérémonie le 9 décembre au Downtown Athletic Club à New York. Nixon le décrit comme « non pas un Canon ordinaire, mais un Canon atomique - l'arme ultime de l'arsenal de Paul Dietzel. ». Il est le deuxième joueur de la SEC à remporter le Heisman, après Frank Sinkwich des Bulldogs de la Géorgie en 1942. Cannon est également récipiendaire de presque tous les prix qu'il a remportés la saison précédente, y compris la reconnaissance unanime All-America,.

## Carrière professionnelle

### Litige contractuel
En novembre 1959, Cannon signe un contrat avec Pete Rozelle directeur général des Rams de Los Angeles par lequel il accepte de jouer pour les Rams, équipe de National Football League. Le contrat signé est d'une durée de trois ans et d'un montant de 30 000 USD plus une prime de signature de 10 000 USD. Deux mois plus tard, après la défaite de LSU au Sugar Bowl, Cannon signe un autre contrat, cette fois avec les Oilers de Houston de l'American Football League. Bud Adams, propriétaire des Oilers, offre à Cannon 33 000 USD par an pendant trois ans avec un bonus à la signature de 10 000 USD. À la demande de Cannon, Adams lui promet également une Cadillac pour son père.
Lorsqu'il s’avère que Cannon a signé avec deux équipes différentes, les Rams intentent une action en justice, affirmant que Cannon était lié par leur contrat et qu'il ne pouvait pas signer avec Houston. Le juge William Lindberg statue contre les Rams, déclarant que le contrat signé était nul et que Rozelle avait profité de la naïveté de Cannon. Lindberg décrit Cannon comme « exceptionnellement naïf   ... un garçon de province non instruit et peu à son aise dans le monde des affaires. ». La victoire dans cette affaire de l'AFL contre la NFL a permis de légitimer la toute récente ligue,,. Après la décision, Cannon finalise son contrat pour jouer dans l'AFL pour les Oilers. Ce contrat fait de lui le premier joueur de football professionnel à gagner 100 000 dollars,,.

### Oilers de Houston
Cannon rejoint la toute nouvelle équipe des Oilers dirigée par l'entraîneur principal Lou Rymkus (en). Étant un des joueurs les mieux payés du football professionnel, il est mis au pilori par les joueurs adverses. Cannon ne s'entend pas non plus avec son entraîneur Rymkus qu'il décrit comme « désagréable, conflictuel, ayant une disposition méchante et un ego surdimensionné ». Durant son année rookie, il mène l’équipe avec 644 yards au sol et inscrit cinq touchdowns en réception. Sa réception de touchdown de 88 yards de quarterback George Blanda lors du match de championnat AFL de 1960 aide les Oilers à devenir les premiers champions de l’AFL. Pour ses efforts, Cannon est désigné MVP du match.
Les Oilers débutent mal la saison 1961 ce qui conduit au licenciement de Rykmus. Houston remporte ensuite dix matchs consécutifs sous la direction de Wally Lemm (en). Lors du match contre les Titans de New York, Cannon marque cinq touchdowns et établit un record du football professionnel avec un total cumulé de 373 yards gagnés,. Ses 216 yards au sol constituent également un record de l’AFL. À la fin de la saison, il est le meilleur coureur l'AFL avec un total de 948 yards gagnés à la course et il mène également la ligue au nombre cumulé de yards gagnés,. Les Oilers conservent leur titre de champions de l'AFL et Cannon est de nouveau élu MVP de la finale de la ligue AFL après avoir inscrit le seul touchdown du match. Sporting News le sélectionné dans l'AFL All-League Team de 1961 et il est invité à jouer dans le match des All-Star 1961 de la Ligue.
Cannon se blesse au dos lors du troisième match de la saison 1962, ce qui affecte ses performances. Il termine tout de même deuxième de l’équipe en points marqués, derrière Blanda. Les Oilers atteignent la finale de la Ligue AFL pour la troisième fois mais ils sont battus par les Texans de Dallas. Cette finale se termine par une double prolongation pour la première fois de l'histoire du football professionnel,. Ses problèmes au dos persistants et de nouvelles blessures à la jambe contraignent Cannon à rater la majeure partie de la saison 1963. Les Oilers procèdent également au remplacement de l’entraîneur principal Lemm. Pour toutes ces raisons, Cannon demande avec succès à l'équipe de le laisser partir. Il rappelle ensuite : « J'ai quitté l'équipe avec de bons sentiments et beaucoup de bons amis. C'était juste le temps de partir. ».

### Raiders d'Oakland
Cannon est échangé aux Raiders d'Oakland avant le début de la saison 1964. L'entraîneur principal des Raiders, Al Davis, apprécie les qualités de Cannon mais ne sait pas comment il veut l'utiliser. Au début, Davis le place au poste de fullback  où il est un atout pour capturer les passes, attribut que tous les fullbacks ne possèdent pas encore. Après un départ lent, il termine la saison avec 37 réceptions pour 454 yards et huit touchdowns,. Il compte aussi trois touchdowns à la course. La saison suivante Davis déplace Cannon au poste de tight-end. Cannon espérait devenir wide receiver mais les Raiders avaient déjà Art Powell (en) et le rookie Fred Biletnikoff (en) à cette position. Cannon accepte finalement son nouveau rôle et s’y adapte rapidement. Cependant, le tight end est rarement utilisé dans l'attaque des Raiders. Il ne capte que sept passes au cours de la saison sans inscrire de touchdown. Avant le début de la saison 1966, John Rauch reprend les fonctions d’entraîneur principal, tandis qu’Al Davis devient commissaire de l'AFL et directeur général des Raiders. Cannon s’établit comme une menace profonde dans l’attaque de Rauch et réceptionne quatorze passes pour un gain total de 436 yards, soit une moyenne de 31,4 yards par réception,.
En 1967, Cannon estime qu'un titre de champion de l'AFL est imminent pour les Raiders et il adopte pleinement le système de jeu de l'équipe. Il convainc Davis de signer Blanda comme kicker et mentor pour le quarterback Daryle Lamonica (en). Cette année-là, Cannon domine tous les tight-ends de l’AFL avec 629 yards et dix touchdowns. Il s'agit de sa saison la plus productive,. Pour la deuxième fois, il intègre la sélection All-AFL, cette fois au poste de tight-end. Ses performances aident les Raiders à remporter la finale 1967 de l'AFL qui se dispute contre son ancienne équipe des Oilers. Ils sont champions grâce à leur victoire 40 à 7. En raison d’un nouvel accord entre les ligues FL et NFL, les Raiders sont qualifiés pour disputer le deuxième championnat du monde (renommé plus tard Super Bowl II). Ils y affrontent les Packers de Green Bay, champions de NFL. Au début du quatrième quart-temps, Cannon ne réceptionne pas le ballon alors que le chemin vers la zone d'en-but était libre. Il décrit cela plus tard comme « la bourde la plus maladroite de ma carrière ». Green Bay remporte le match 33 à 14.
Cannon connaît une saison 1968 modeste, au cours de laquelle il réussit six réceptions de touchdown, dont une de 48 yards au deuxième quart-temps du célèbre Heidi Game. Cannon sait qu'il ne restera plus longtemps à Oakland. L'entraîneur principal John Madden le cantonne à des tracés en forme de leurres au cours de la saison 1969 et il ne marque que deux touchdowns. Néanmoins, il est invité en tant que remplaçant à participer à son deuxième match All-Star. Cannon est libéré par les Raiders pendant la pré-saison 1970,.

### Chiefs de Kansas City et retraite
Alors qu'il se prépare à entreprendre des études post-universitaires en orthodontie à l'Université Loyola de Chicago, Cannon reçoit un appel de l'entraîneur principal des Chiefs de Kansas City, Hank Stram (en). Stram lui fait signer un contrat d'un an. Il dispute six matchs avec les Chiefs en 1970, marquant deux touchdowns avant qu'une blessure ne mette fin à sa saison. Il décide ensuite de prendre sa retraite. Il met fin à ses onze ans de carrière professionnelle avec 2 455 yards au sol, 3 656 yards en réceptions et 64 touchdowns. Il a également lancé une passe de touchdown et retourné un kickoff pour un touchdown. Cannon détient le record de la NFL du plus grand nombre de yards gagnés au total dans un match sans prolongation (330 contre les Titans de New York en 1961) et est à égalité avec quatre autres joueurs pour le plus grand nombre de réceptions de touchdown par un running back sur une saison (neuf en 1961).

## Vie privée
Cannon épouse son amour du lycée, Dot Dupuy, alors qu'ils sont tous deux étudiants de première année à LSU. Ils ont cinq enfants. Son fils, Billy Cannon Jr. (en), joue comme linebacker pour les Aggies du Texas et est sélectionné au premier tour de la draft 1984 de la NFL par les Cowboys de Dallas.
Cannon Sr. obtien son diplôme à LSU en 1959 et termine des études de troisième cycle à l'université du Tennessee pendant la saison morte des Oilers. Là, il obtient un D.D.S. et plus tard il obtient son diplôme d'orthodontie à l'université Loyola de Chicago. Après avoir pris sa retraite du football américain, il retourne à Baton Rouge et ouvre son propre cabinet dentaire.
Malgré un cabinet florissant, il se retrouve en 1983 avec des problèmes financiers à la suite de mauvais investissements immobiliers et de dettes de jeu. Impliqué dans un système de contrefaçon, il imprime six millions de dollars en billets de cent, dont certains sont stockés dans des glacières enterrées dans la cour arrière d'une maison qu'il possède et qu'il loue,,. Condamné avec cinq autres personnes, il exécute une peine de cinq ans d'emprisonnement dans l'institution correctionnelle fédérale de Texarkana (en) au Texas. l y reste deux ans et demi. À sa libération en 1986, il retrouve son travail de dentiste mais a du mal à reconstruire son cabinet. En 1995, il est embauché comme dentiste au pénitencier d'État de Louisiane, initialement comme sous-traitant. À l'époque, la clinique dentaire de la prison est en plein chaos. De nombreux dentistes refusent d'y travailler et les détenus sont souvent incapables de prendre rendez-vous. Cannon réorganise le programme de soins dentaires avec grand succès et est rapidement embauché comme employé à temps plein. Le directeur Burl Cain, impressionné par le travail de Cannon avec le programme de soins dentaires, lui confie la responsabilité du système médical complet de la prison. Cannon reste le dentiste résident du pénitencier, où les détenus l’appellent généralement « Légende »,.
Cannon réside avec son épouse à Saint Francisville dans l'État de la Louisiane. En février 2013, Cannon est victime d'un accident vasculaire cérébral et est hospitalisé à Baton Rouge. Il quitte la clinique deux jours plus tard, retourne au travail le lundi suivant et se rétablit complètement,. Cannon est mort dans son sommeil chez lui à Saint Francisville le 20 mai 2018 à l'âge de 80 ans.

## Héritage et honneurs
Cannon, malgré ses problèmes juridiques, reste une figure respectée et emblématique du sport en Louisiane,,. Lors du premier match de la saison 2003 de LSU, il est honoré par l’université sur le terrain entre le premier et le deuxième quart-temps. Les fans se lèvent lui donnant une longue ovation et es joueurs élèvent leurs casques en guise de salut. Le directeur sportif Skip Bertman s'adressant à un ami déclarera : « Il est toujours l'icône, n'est-ce pas? ». Une vidéo de son retour de punt la nuit d’Halloween 1959 est encore diffusée sur le jumbotron du Tiger Stadium avant chaque match à domicile. Dans un sondage réalisé par The Times-Picayune en 2013 pour désigner le meilleur joueur de LSU depuis 1940, Cannon termine premier avec une large marge.
En 2019, Cannon est toujours le seul gagnant du Heisman pour LSU.
Peu de temps après la saison 1959, l’équipe de football de LSU retire son maillot numéro 20. C'était le seul maillot retiré par l'équipe jusqu'à ce que celui de Tommy Casanova (en) le soit également en 2009.
En 1969, il est choisi comme halfback au sein de l'« Équipe de football américain de la région du Sud-Est: 1920-1969 »,.
En 1975, Cannon est intronisé au LSU Athletic Hall of Fame, puis au Louisiana Sports Hall of Fame l'année suivante.
Il est élu au College Football Hall of Fame en 1983, mais cet honneur est annulé avant son intronisation en raison de son implication avouée dans l'affaire de contrefaçon. Il y est élu une deuxième fois en 2008 et est officiellement intronisé lors d'une cérémonie le 9 décembre de la même année.
En 2012, Cannon est rétrospectivement récompensé du Jet Award en tant que vainqueur « hérité » de la saison 1959, rendant ainsi hommage au meilleur spécialiste du retour dans le football universitaire.
Une statue honorant Cannon érigée près du Tiger Stadium est dévoilée en septembre 2018.

## Statistiques

### Universitaires
| Année  | Équipe        | Statut | MJ |     | Courses | Courses | Courses | Courses |       | Passes réceptionnées | Passes réceptionnées | Passes réceptionnées | Passes réceptionnées |
| Année  | Équipe        | Statut | MJ | Nb. | Yards   | Moy.    | TD      | Nb.     | Yards | Moy.                 | TD                   |                      |                      |
| 1957   | Tigers de LSU | SO     | 10 | 105 | 583     | 5,6     | 4       | 11      | 199   | 18,1                 | 1                    |                      |                      |
| 1958   | Tigers de LSU | JR     | 10 | 115 | 686     | 6,0     | 10      | 9       | 162   | 18,0                 | 1                    |                      |                      |
| 1959   | Tigers de LSU | SR     | 10 | 139 | 598     | 4,3     | 5       | 11      | 161   | 14,6                 | 0                    |                      |                      |
| Totaux | Totaux        | Totaux | 30 | 359 | 1 111   | 5,2     | 26      | 31      | 522   | 16,8                 | 2                    |                      |                      |

### NFL

#### Saison régulière
| Année              | Équipe                | MJ                 |     | Passes réceptionnées | Passes réceptionnées | Passes réceptionnées | Passes réceptionnées |       | Courses | Courses | Courses | Courses |
| Année              | Équipe                | MJ                 | Nb. | Yards                | Moy.                 | TD                   | Nb.                  | Yards | Moy.    | TD      |         |         |
| 1960               | Oilers de Houston     | 14                 | 15  | 187                  | 12,5                 | 5                    | 152                  | 644   | 4,2     | 1       |         |         |
| 1961               | Oilers de Houston     | 14                 | 43  | 586                  | 13,6                 | 9                    | 200                  | 948   | 4,7     | 6       |         |         |
| 1962               | Oilers de Houston     | 14                 | 32  | 451                  | 14,1                 | 6                    | 147                  | 474   | 3,2     | 7       |         |         |
| 1963               | Oilers de Houston     | 6                  | 5   | 39                   | 7,8                  | 0                    | 13                   | 45    | 3,5     | 0       |         |         |
| 1964               | Raiders d'Oakland     | 14                 | 37  | 454                  | 12,3                 | 5                    | 89                   | 338   | 3,8     | 3       |         |         |
| 1965               | Raiders d'Oakland     | 10                 | 7   | 127                  | 18,1                 | 0                    | 0                    | 0     | 0       | 0       |         |         |
| 1966               | Raiders d'Oakland     | 14                 | 14  | 436                  | 31,1                 | 2                    | 0                    | 0     | 0       | 0       |         |         |
| 1967               | Raiders d'Oakland     | 14                 | 32  | 629                  | 19,7                 | 10                   | 0                    | 0     | 0       | 0       |         |         |
| 1968               | Raiders d'Oakland     | 14                 | 23  | 360                  | 15,7                 | 6                    | 0                    | 0     | 0       | 0       |         |         |
| 1969               | Raiders d'Oakland     | 13                 | 21  | 262                  | 12,5                 | 2                    | 0                    | 0     | 0       | 0       |         |         |
| 1970               | Chiefs de Kansas City | 7                  | 122 | 125                  | 17,9                 | 2                    | 1                    | 6     | 6,0     | 0       |         |         |
| Totaux aux Oilers  | Totaux aux Oilers     | Totaux aux Oilers  | 95  | 1 263                | 13,3                 | 20                   | 512                  | 2 111 | 4,1     | 14      |         |         |
| Totaux aux Raiders | Totaux aux Raiders    | Totaux aux Raiders | 134 | 2 268                | 16,9                 | 25                   | 89                   | 338   | 3,8     | 0       |         |         |
| Totaux aux Chiefs  | Totaux aux Chiefs     | Totaux aux Chiefs  | 7   | 125                  | 17,9                 | 2                    | 1                    | 6     | 6,0     | 0       |         |         |
| Totaux en NFL      | Totaux en NFL         | Totaux en NFL      | 236 | 3 656                | 15,5                 | 47                   | 602                  | 2 455 | 4,1     | 17      |         |         |

| Saison             | Équipe             |     | MJ |       | Retours de kickoff | Retours de kickoff | Retours de kickoff | Retours de kickoff |      | Retour de punt | Retour de punt | Retour de punt | Retour de punt |
| Saison             | Équipe             | Nb. | MJ | Yards | Moy.               | TD                 | Nb.                | Yards              | Moy. | TD             |                |                |                |
| 1960               | Oilers de Houston  | 14  | 8  | 266   | 33,3               | 1                  | 4                  | 96                 | 24,0 | 0              |                |                |                |
| 1961               | Oilers de Houston  | 14  | 18 | 439   | 24,4               | 0                  | 9                  | 70                 | 7,8  | 0              |                |                |                |
| 1962               | Oilers de Houston  | 14  | 18 | 442   | 24,6               | 0                  | 0                  | 0                  | 0    | 0              |                |                |                |
| 1963               | Oilers de Houston  | 6   | 2  | 39    | 19,5               | 0                  | 0                  | 0                  | 0    | 0              |                |                |                |
| 1964               | Raiders d'Oakland  | 14  | 21 | 518   | 24,7               | 0                  | 0                  | 0                  | 0    | 0              |                |                |                |
| 1966               | Raiders d'Oakland  | 14  | 0  | 0     | 0                  | 0                  | 1                  | 12                 | 12,0 | 0              |                |                |                |
| Totaux aux Oilers  | Totaux aux Oilers  | 48  | 46 | 1 186 | 25,8               | 1                  | 13                 | 166                | 12,8 | 0              |                |                |                |
| Totaux aux Raiders | Totaux aux Raiders | 28  | 21 | 518   | 24,7               | 0                  | 1                  | 12                 | 12,0 | 0              |                |                |                |
| Totaux en NFL      | Totaux en NFL      | 76  | 67 | 1 704 | 25,4               | 1                  | 14                 | 178                | 12,7 | 0              |                |                |                |

#### Playoffs
| Année              | Équipe             | MJ                 |     | Passes réceptionnées | Passes réceptionnées | Passes réceptionnées | Passes réceptionnées |       | Courses | Courses | Courses | Courses |
| Année              | Équipe             | MJ                 | Nb. | Yards                | Moy.                 | TD                   | Nb.                  | Yards | Moy.    | TD      |         |         |
| 1960               | Oilers de Houston  | 1                  | 3   | 128                  | 42,7                 | 1                    | 18                   | 50    | 2,8     |         |         |         |
| 1961               | Oilers de Houston  | 1                  | 5   | 53                   | 10,6                 | 1                    | 15                   | 48    | 3,2     | 0       |         |         |
| 1962               | Oilers de Houston  | 1                  | 6   | 54                   | 9,0                  | 0                    | 11                   | 37    | 3,4     | 0       |         |         |
| 1967               | Raiders d'Oakland  | 2                  | 4   | 56                   | 14,0                 | 0                    | 0                    | 0     | 0       | 0       |         |         |
| 1968               | Raiders d'Oakland  | 2                  | 6   | 84                   | 14,0                 | 0                    | 0                    | 0     | 0       | 0       |         |         |
| 1969               | Raiders d'Oakland  | 2                  | 3   | 25                   | 8,3                  | 1                    | 0                    | 0     | 0       | 0       |         |         |
| Totaux aux Oilers  | Totaux aux Oilers  | Totaux aux Oilers  | 14  | 235                  | 16,8                 | 2                    | 44                   | 135   | 3,1     | 0       |         |         |
| Totaux aux Raiders | Totaux aux Raiders | Totaux aux Raiders | 13  | 165                  | 12,7                 | 1                    | 0                    | 0     | 0       | 0       |         |         |
| Totaux en NFL      | Totaux en NFL      | Totaux en NFL      | 27  | 400                  | 14,8                 | 3                    | 44                   | 135   | 3,1     | 0       |         |         |